# 1933-as magyar úszóbajnokság
Az 1933-as magyar úszóbajnokság legtöbb versenyszámát augusztusban rendezték meg Budapesten.

## Eredmények

### Férfiak
| Versenyszám                                                  | Arany                                                                             | Arany                                                             | Ezüst                                                             | Ezüst                                                             | Bronz                                                             | Bronz                                                             |
| ------------------------------------------------------------ | --------------------------------------------------------------------------------- | ----------------------------------------------------------------- | ----------------------------------------------------------------- | ----------------------------------------------------------------- | ----------------------------------------------------------------- | ----------------------------------------------------------------- |
| 100 m gyorsúszás Döntő: július                               | Csik Ferenc BEAC                                                                  | 1:01,4                                                            | Mészöly Tibor Ferencvárosi TC                                     | 1:01,8                                                            | Wanié András Szegedi UE                                           | 1:02,0                                                            |
| 200 m gyorsúszás Döntő: augusztus                            | Abay Nemes Oszkár Pécsi AC                                                        | 2:22,6                                                            | Székely András Ferencvárosi TC                                    | 2:23,0                                                            | Mészöly Tibor Ferencvárosi TC                                     | 2:24,4                                                            |
| 400 m gyorsúszás Döntő: augusztus 8.                         | Lengyel Árpád Kaposvári Turul SE                                                  | 5:14,8                                                            | Szabados László Újpesti TE                                        | 5:16,2                                                            | Gyóji Miklós Újpesti TE                                           | 5:21,2                                                            |
| 800 m gyorsúszás Döntő:                                      | Lengyel Árpád BEAC                                                                | 11:09,4                                                           | Gyóji Miklós Újpesti TE                                           | 11:44,0                                                           | Angyal István Tatabánya SC                                        | 11:45,2                                                           |
| 1500 m gyorsúszás Döntő: augusztus                           | Gyóji Miklós Újpesti TE                                                           | 21:49,8                                                           | Erwin Wimmer Ausztria                                             | 22:32,0                                                           | Páhok István MTK                                                  | 22:47,6                                                           |
| 100 m hátúszás Döntő: július                                 | Nagy Károly Újpesti TE                                                            | 1:14,8                                                            | Bitskey Árpád MOVE Eger SE                                        | 1:15,0                                                            | Herendi Ferenc Újpesti TE                                         | 1:15,2                                                            |
| 200 m hátúszás Döntő: augusztus                              | Bitskey Árpád MOVE Eger SE                                                        | 2:49,6                                                            | Nagy Károly Újpesti TE                                            | 2:53,2                                                            | Barabás István BBTE                                               | 2:59,6                                                            |
| 100 m mellúszás Döntő: július                                | Hild László Újpesti TE                                                            | 1:19,6                                                            | Mezei Ferenc MTK                                                  | 1:21,4                                                            | Lengváry Ákos BEAC                                                | 1:23,2                                                            |
| 200 m mellúszás Döntő: augusztus                             | A győztes a szintidőt nem teljesítette, így nem avattak bajnokot!                 | A győztes a szintidőt nem teljesítette, így nem avattak bajnokot! | A győztes a szintidőt nem teljesítette, így nem avattak bajnokot! | A győztes a szintidőt nem teljesítette, így nem avattak bajnokot! | A győztes a szintidőt nem teljesítette, így nem avattak bajnokot! | A győztes a szintidőt nem teljesítette, így nem avattak bajnokot! |
| Folyambajnokság Döntő: július 26.                            | Halassy Olivér Újpesti TE                                                         | 50:10                                                             | Bozsi Mihály Újpesti TE                                           | 50:20                                                             | Nagyiványi László Újpesti TE                                      | 50:59                                                             |
| Folyambajnokság csapat Döntő: július 26.                     | Újpesti TE Halassy Olivér Bozsi Mihály Nagyiványi László Kormuth Iván Jakab János | 30 pont                                                           | MTK Hazai Kálmán Páhok István Zólyomi Endre Hódi II. Rajki II.    | 53 pont                                                           | Budapest SE Vojtek Lakó II. Török Lakó I. Mattyasovszky           | 75 pont                                                           |
| 4 × 200 m gyorsváltó Döntő: július                           | Újpesti TE Bozsi Mihály Halassy Olivér Boros Szabados László                      | 10:01,4                                                           | Szegedi UE Pleplár Kőrösi I. Mihályffy István Wanié II.           | 10:07,2                                                           | Ferencvárosi TC Bokor Zentai Mészöly Tibor Székely András         | 10:12,0                                                           |
| 400 m vegyes váltó 100 m hát, 200 m mell, 100 m gyors Döntő: | Újpesti TE Hild László Nagy Károly Szabados László                                | 5:18,2                                                            | MTK Mezei Hazai Kálmán Laky                                       | 5:24,8                                                            | Ferencvárosi TC Forrai Haász Zentai                               |                                                                   |

### Nők
| Versenyszám                              | Arany                                                             | Arany                                                             | Ezüst                                                             | Ezüst                                                             | Bronz                                                             | Bronz                                                             |
| ---------------------------------------- | ----------------------------------------------------------------- | ----------------------------------------------------------------- | ----------------------------------------------------------------- | ----------------------------------------------------------------- | ----------------------------------------------------------------- | ----------------------------------------------------------------- |
| 100 m gyorsúszás Döntő: augusztus 15.    | Magasházy Rózsa Tatabánya SC                                      | 1:15,0                                                            | Tóth Ilona Magyar UE                                              | 1:16,0                                                            | Mallász Margit Ferencvárosi TC                                    | 1:16,8                                                            |
| 200 m gyorsúszás Döntő: augusztus        | Tóth Ilona Magyar UE                                              | 2:55,0                                                            | Csányi Borbála Ferencvárosi TC                                    | 3:04,6                                                            | Plotzár Lotti PUES                                                | 3:05,4                                                            |
| 400 m gyorsúszás Döntő: augusztus 15.    | Tóth Ilona Magyar UE                                              | 6:25,0                                                            | Csányi Borbála Ferencvárosi TC                                    | 6:37,0                                                            | Magasházy Rózsa Tatabánya SC                                      | 6:41,6                                                            |
| 100 m hátúszás Döntő: augusztus          | Mallász Margit Ferencvárosi TC                                    | 1:31,6                                                            | Plotzár Lotti PUES                                                | 1:34,2                                                            | Tóth Magda Budapest SE                                            | 1:35,0                                                            |
| 200 m mellúszás Döntő: augusztus 15.     | Szász Magda Újpesti TE                                            | 3:30,0                                                            | Benkő M. Ferencvárosi TC                                          | 3:30,0                                                            | Pesti Margit Budapest SE                                          | 3:30,6                                                            |
| Folyambajnokság Döntő: július 26.        | Csányi Borbála Ferencvárosi TC                                    | 58:25                                                             | Fekete Margit Magyar UE                                           | 58:37                                                             | Kende Márta Nemzeti SC                                            | 59:20                                                             |
| Folyambajnokság csapat Döntő: július 26. | Magyar UE Fekete Margit Szenesné Schwartz M. Bánky Vera           | 14 pont                                                           | Ferencvárosi TC Csányi Borbála Lovasi M                           | 20 pont                                                           | Nemzeti SC Kende Márta Dénes I. Haraszti                          | 20 pont                                                           |
| 4 × 100 m gyors Döntő: augusztus         | A győztes a szintidőt nem teljesítette, így nem avattak bajnokot! | A győztes a szintidőt nem teljesítette, így nem avattak bajnokot! | A győztes a szintidőt nem teljesítette, így nem avattak bajnokot! | A győztes a szintidőt nem teljesítette, így nem avattak bajnokot! | A győztes a szintidőt nem teljesítette, így nem avattak bajnokot! | A győztes a szintidőt nem teljesítette, így nem avattak bajnokot! |